# Tour de France 2007

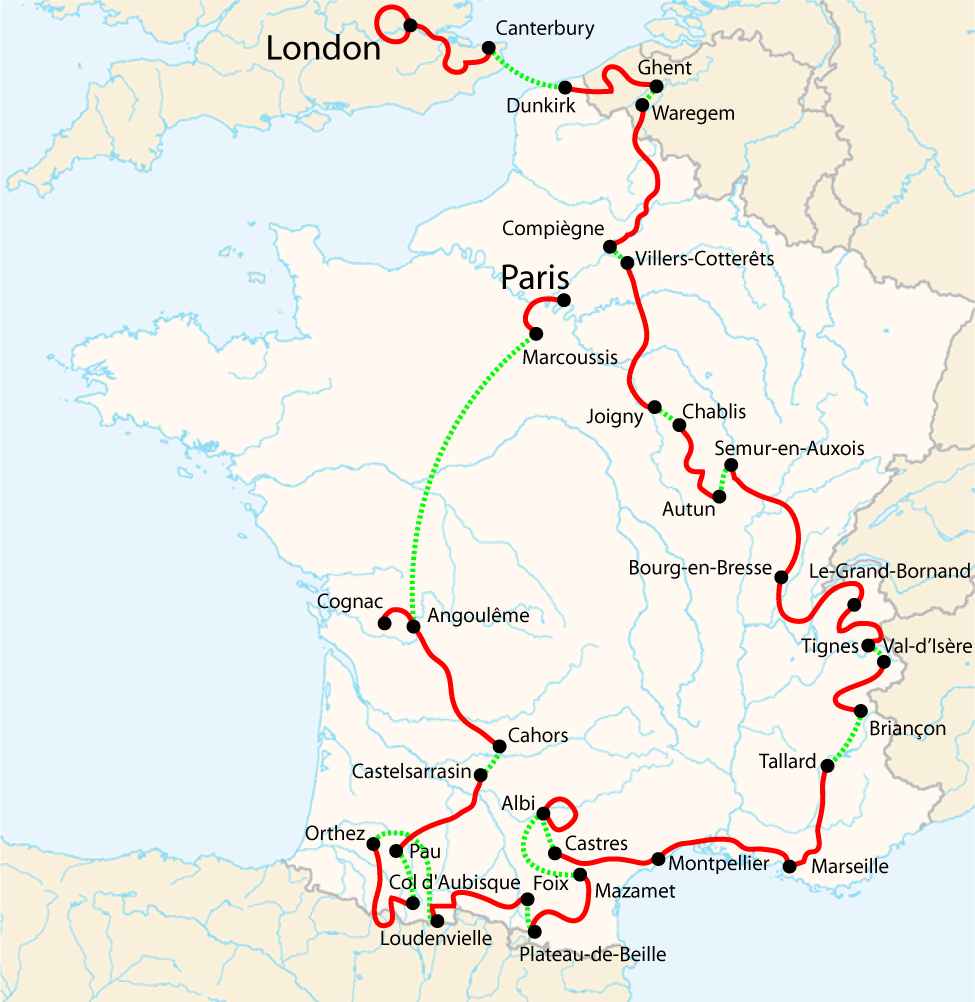
Överblick på etapperna under 2007 års Tour de France.

Tour de France 2007 var den 94:e upplagan av tävlingen och vanns av Alberto Contador, Spanien. Cadel Evans från Australien och amerikanen Levi Leipheimer sluta tvåa respektive trea i tävlingen. Loppet startade i London den 7 juli och avslutades traditionsenligt i Paris den 29 juli. Det var tredje gången Tour de France besökte England. Tidigare har man varit där 1974 och 1994. Man besökte även Belgien och Spanien.
Likt 2006 fanns inget tempolopp för lag. Ingen av de cyklister som tidigare har vunnit tävlingen deltog 2007. Som andra favoriter räknades spanjoren Alejandro Valverde, tysken Andreas Klöden och dansken Michael Rasmussen.
Stora delar av tävlingen präglades av en rad dopningskandaler. Poängtröjan som bästa spurtare vanns av belgaren Tom Boonen och den röd-prickiga bergspriströjan av colombianen Mauricio Soler.
Då det den 24 januari 2006 meddelades att tävlingen skulle starta i London meddelade Londons borgmästare Ken Livingstone att man under de första etapperna skulle hedra offren från terroristattackerna i London den 7 juli 2005. 

## Dopning

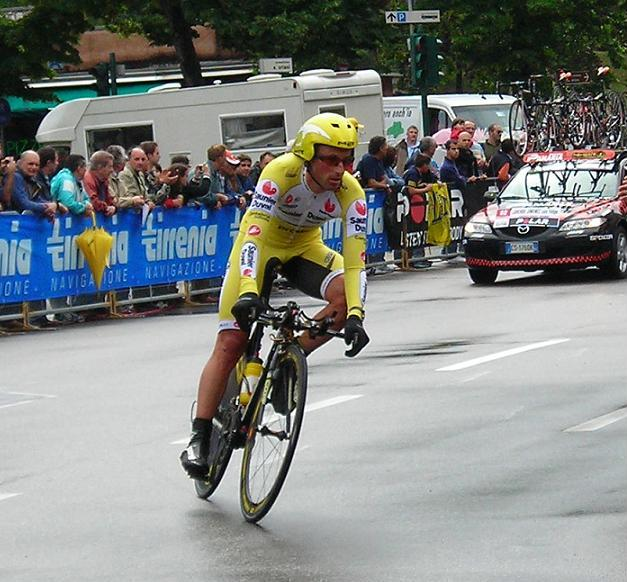
Iban Mayo på prologen den 2 juli.

De tyska TV-kanalerna ARD och ZDF slutade att sända från tävlingarna då det blev känt att T-Mobile-ryttaren Patrik Sinkewitz hade testats positivt på testosteron utanför tävlingen den 6 juni. Bland annat uppger SVT att den danske Tour de France-ledaren Michael Rasmussen fyra gånger varnats för att han hållit sig undan dopningskontrollanter .
Efter Aleksandr Vinokurovs två etappsegrar meddelades det att han testat positivt för homolog blodtransfusion efter hans seger på tempoetappen lördagen den 22 juli. Astana Team reagerade genom att stänga av Vinokurov och lämnade Touren med resten av laget, däribland topp-10-placerade Andreas Klöden och Andrej Kasjetjkin.
Den 25 juli kom det också fram att italienaren Cristian Moreni testat positivt för testosteron efter den 11:e etappen. Samma dag rapporterades att Rabobank inte skulle låta loppets ledare Michael Rasmussen starta den 17:e etappen. Anledningen till detta är att han uppgav att han skulle befinna sig i Mexiko under slutet av juni men istället befann sig i Italien. De övriga lagmedlemmarna i Rabobank fick själva bestämma om de skulle starta den 17:e etappen. Ingen körde i gul ledartröja under den 17:e etappen, men i praktiken ledde spanjoren Alberto Contador tävlingen.
Efter att tävlingen avslutats rapporterades att Iban Mayo testat positivt för EPO på vilodagen den 24 juli.

## Tröjutveckling
| Etapp  | Vinnare           | Totaltävlingen Gula tröjan | Bergspristävlingen Rödprickiga tröjan | Poängtävlingen Gröna tröjan | Ungdomstävlingen Vita tröjan | Lagtävlingen      | Mest offensiva cyklist |
| ------ | ----------------- | -------------------------- | ------------------------------------- | --------------------------- | ---------------------------- | ----------------- | ---------------------- |
| Prolog | Fabian Cancellara | Fabian Cancellara          | inget pris                            | Fabian Cancellara           | Vladimir Gusev               | Astana Team       | inget pris             |
| 1      | Robbie McEwen     | Fabian Cancellara          | David Millar                          | Robbie McEwen               | Vladimir Gusev               | Astana Team       | Stéphane Augé          |
| 2      | Gert Steegmans    | Fabian Cancellara          | David Millar                          | Tom Boonen                  | Vladimir Gusev               | Astana Team       | Marcel Sieberg         |
| 3      | Fabian Cancellara | Fabian Cancellara          | Stéphane Augé                         | Tom Boonen                  | Vladimir Gusev               | Astana Team       | Mathieu Ladagnous      |
| 4      | Thor Hushovd      | Fabian Cancellara          | Stéphane Augé                         | Tom Boonen                  | Vladimir Gusev               | Astana Team       | Matthieu Sprick        |
| 5      | Filippo Pozzato   | Fabian Cancellara          | Sylvain Chavanel                      | Erik Zabel                  | Vladimir Gusev               | Team CSC          | Sylvain Chavanel       |
| 6      | Tom Boonen        | Fabian Cancellara          | Sylvain Chavanel                      | Tom Boonen                  | Vladimir Gusev               | Team CSC          | Bradley Wiggins        |
| 7      | Linus Gerdemann   | Linus Gerdemann            | Sylvain Chavanel                      | Tom Boonen                  | Linus Gerdemann              | T-Mobile Team     | Linus Gerdemann        |
| 8      | Michael Rasmussen | Michael Rasmussen          | Michael Rasmussen                     | Tom Boonen                  | Linus Gerdemann              | Rabobank          | Michael Rasmussen      |
| 9      | Mauricio Soler    | Michael Rasmussen          | Michael Rasmussen                     | Tom Boonen                  | Alberto Contador             | Caisse d'Epargne  | Jaroslav Popovytj      |
| 10     | Cédric Vasseur    | Michael Rasmussen          | Michael Rasmussen                     | Tom Boonen                  | Alberto Contador             | Team CSC          | Patrice Halgand        |
| 11     | Robert Hunter     | Michael Rasmussen          | Michael Rasmussen                     | Tom Boonen                  | Alberto Contador             | Team CSC          | Benoît Vaugrenard      |
| 12     | Tom Boonen        | Michael Rasmussen          | Michael Rasmussen                     | Tom Boonen                  | Alberto Contador             | Team CSC          | Amets Txurruka         |
| 13     | Cadel Evans*      | Michael Rasmussen          | Michael Rasmussen                     | Tom Boonen                  | Alberto Contador             | Astana Team       | inget pris             |
| 14     | Alberto Contador  | Michael Rasmussen          | Michael Rasmussen                     | Tom Boonen                  | Alberto Contador             | Discovery Channel | Antonio Colom          |
| 15     | Kim Kirchen*      | Michael Rasmussen          | Michael Rasmussen                     | Tom Boonen                  | Alberto Contador             | Astana Team       | Alexander Vinokourov   |
| 16     | Michael Rasmussen | Michael Rasmussen          | Mauricio Soler                        | Tom Boonen                  | Alberto Contador             | Discovery Channel | Mauricio Soler         |
| 17     | Daniele Bennati   | Alberto Contador           | Mauricio Soler                        | Tom Boonen                  | Alberto Contador             | Discovery Channel | Jens Voigt             |
| 18     | Sandy Casar       | Alberto Contador           | Mauricio Soler                        | Tom Boonen                  | Alberto Contador             | Discovery Channel | Sandy Casar            |
| 19     | Levi Leipheimer   | Alberto Contador           | Mauricio Soler                        | Tom Boonen                  | Alberto Contador             | Discovery Channel | inget pris             |
| 20     | Daniele Bennati   | Alberto Contador           | Mauricio Soler                        | Tom Boonen                  | Alberto Contador             | Discovery Channel | Freddy Bichot          |
| Final  |                   | Alberto Contador           | Mauricio Soler                        | Tom Boonen                  | Alberto Contador             | Discovery Channel | Amets Txurruka         |

Bärare av ledartröjorna när den ledande cyklisten i tävlingen även har burit en annan ledartröja
- Etapp 1, Fabian Cancellara bar den gula ledartröjan, och Andreas Klöden bar den gröna poängtröjan.
- Etapp 8, Linus Gerdemann bar den gula ledartröjan, och Mauricio Soler den vita ungdomströjan.
- Etapperna 9–16, Michael Rasmussen bar den gula ledartröjan; vilket innebar att Sylvain Chavanel bar den rödprickiga bergsmästartröjan under etapp 9, och under etapperna 10-16 bar colombianen Mauricio Soler den.
- Etapperna 18–20, Alberto Contador bar den gula ledartröjan. Mauricio Soler ledde bergsmästartävlingen varför Amets Txurruka fick iklädda sig den vita ungdomströjan.

Övriga noteringar
- Aleksandr Vinokurov testade positivt för blodtransfusion efter etapp 15, och Kim Kirchen blev därmed utsedd till vinnare av etappen. Cadel Evans blev utsedd till vinnare av tempoloppet på etapp 13.[7]
- Michael Rasmussen vann etapp 16 och ledde tävlingen, men före etapp 17 blev det klart att Rabobank inte tänkte låta loppets ledare Michael Rasmussen starta eftersom han ljugit om var han hade befunnit sig och missat flera dopningskontroller. Ingen bar den gula ledartröjan under etapp 17.

## Resultat

### Sammanlagt
| Plats | Person             | Land       | Lag                                | Tid         |
| 1     | Alberto Contador   | Spanien    | Discovery Channel Pro Cycling Team | 91h 00' 26" |
| 2     | Cadel Evans        | Australien | Predictor-Lotto                    | 23"         |
| 3     | Levi Leipheimer    | USA        | Discovery Channel Pro Cycling Team | 31"         |
| 4     | Carlos Sastre      | Spanien    | Team CSC                           | 7' 08"      |
| 5     | Haimar Zubeldia    | Spanien    | Euskaltel-Euskadi                  | 8' 17"      |
| 6     | Alejandro Valverde | Spanien    | Caisse d'Epargne                   | 11' 37"     |
| 7     | Kim Kirchen        | Luxemburg  | T-Mobile                           | 12' 18"     |
| 8     | Jaroslav Popovytj  | Ukraina    | Discovery Channel Pro Cycling Team | 12' 25"     |
| 9     | Mikel Astarloza    | Spanien    | Euskaltel-Euskadi                  | 14' 14"     |
| 10    | Oscar Pereiro      | Spanien    | Caisse d'Epargne                   | 14' 25"     |

### Poängtävling
| Plats | Person        | Land      | Lag                   | Poäng |
| 1     | Tom Boonen    | Belgien   | Quick Step-Innergetic | 256   |
| 2     | Robert Hunter | Sydafrika | Barloworld            | 234   |
| 3     | Erik Zabel    | Tyskland  | Team Milram           | 232   |

### Bergspristävling
| Plats | Person            | Land     | Lag                                | Poäng |
| 1     | Mauricio Soler    | Colombia | Barloworld                         | 206   |
| 2     | Alberto Contador  | Spanien  | Discovery Channel Pro Cycling Team | 128   |
| 3     | Jaroslav Popovitj | Ukraina  | Discovery Channel Pro Cycling Team | 105   |

### Ungdomstävling
| Plats | Person           | Land     | Lag                                | Tid        |
| 1     | Alberto Contador | Spanien  | Discovery Channel Pro Cycling Team | 91h 00'26" |
| 2     | Mauricio Soler   | Colombia | Barloworld                         | 16'51"     |
| 3     | Amets Txurruka   | Spanien  | Euskaltel-Euskadi                  | 49'34"     |

### Lagtävling
| Plats | Lag                                | Land    | Tid         |
| 1     | Discovery Channel Pro Cycling Team | USA     | 273h 12'52" |
| 2     | Caisse d'Epargne                   | Spanien | 19'36"      |
| 3     | Team CSC                           | Danmark | 22'10"      |

## Etapper
| Etapp   | Start och mål                      | Sträcka  | Typ                    | Datum            | Etappsegrare            | Sammanlagt           |
| ------- | ---------------------------------- | -------- | ---------------------- | ---------------- | ----------------------- | -------------------- |
| P       | London                             | 8 km     | Individuellt tempolopp | Lördag, 7 juli   | Fabian Cancellara       | Fabian Cancellara    |
| 1       | London - Canterbury                | 203 km   |                        | Söndag, 8 juli   | Robbie McEwen           | Fabian Cancellara    |
| 2       | Dunkerque - Gent                   | 168,5 km |                        | Måndag, 9 juli   | Gert Steegmans          | Fabian Cancellara    |
| 3       | Waregem - Compiègne                | 236 km   |                        | Tisdag, 10 juli  | Fabian Cancellara       | Fabian Cancellara    |
| 4       | Villers-Cotterêts - Joigny         | 190 km   |                        | Onsdag, 11 juli  | Thor Hushovd            | Fabian Cancellara    |
| 5       | Chablis - Autun                    | 184 km   |                        | Torsdag, 12 juli | Filippo Pozzato         | Fabian Cancellara    |
| 6       | Semur-en-Auxois - Bourg-en-Bresse  | 200 km   |                        | Fredag, 13 juli  | Tom Boonen              | Fabian Cancellara    |
| 7       | Bourg-en-Bresse - Le-Grand-Bornand | 197 km   | Bergsetapp             | Lördag, 14 juli  | Linus Gerdemann         | Linus Gerdemann      |
| 8       | Le-Grand-Bornand - Tignes          | 165 km   | Bergsetapp             | Söndag, 15 juli  | Michael Rasmussen       | Michael Rasmussen    |
| Vilodag | Vilodag                            | Vilodag  | Vilodag                | Måndag, 16 juli  |                         |                      |
| 9       | Val-d'Isère - Briançon             | 161 km   | Bergsetapp             | Tisdag, 17 juli  | Mauricio Soler          | Michael Rasmussen    |
| 10      | Tallard - Marseille                | 229 km   |                        | Onsdag, 18 juli  | Cedric Vasseur          | Michael Rasmussen    |
| 11      | Marseille - Montpellier            | 180 km   |                        | Torsdag, 19 juli | Robert Hunter           | Michael Rasmussen    |
| 12      | Montpellier - Castres              | 179 km   |                        | Fredag, 20 juli  | Tom Boonen              | Michael Rasmussen    |
| 13      | Albi - Albi                        | 54 km    | Individuellt tempolopp | Lördag, 21 juli  | Alexander Vinokourov    | Michael Rasmussen    |
| 14      | Mazamet - Plateau de Beille        | 197 km   | Bergsetapp             | Söndag, 22 juli  | Alberto Contador        | Michael Rasmussen    |
| 15      | Foix - Loudenvielle                | 196 km   | Bergsetapp             | Måndag, 23 juli  | Alexander Vinokourov(1) | Michael Rasmussen    |
| Vilodag | Vilodag                            | Vilodag  | Vilodag                | Tisdag, 24 juli  |                         |                      |
| 16      | Orthez - Gourette                  | 218 km   | Bergsetapp             | Onsdag, 25 juli  | Michael Rasmussen       | Michael Rasmussen(2) |
| 17      | Pau - Castelsarrasin               | 188 km   |                        | Torsdag, 26 juli | Daniele Bennati         | Alberto Contador     |
| 18      | Cahors - Angoulême                 | 210 km   |                        | Fredag, 27 juli  | Sandy Casar             | Alberto Contador     |
| 19      | Cognac - Angoulême                 | 55 km    | Individuellt tempolopp | Lördag, 28 juli  | Levi Leipheimer         | Alberto Contador     |
| 20      | Marcoussis - Champs-Élysées, Paris | 146 km   |                        | Söndag, 29 juli  | Daniele Bennati         | Alberto Contador     |
| Totalt  | Totalt                             | 3563 km  |                        |                  |                         |                      |

- (1) = Vinokurov diskvalificerad
- (2) = Rasmussen utesluten av sitt team Rabobank

### Prolog: London-London, 7,9 km

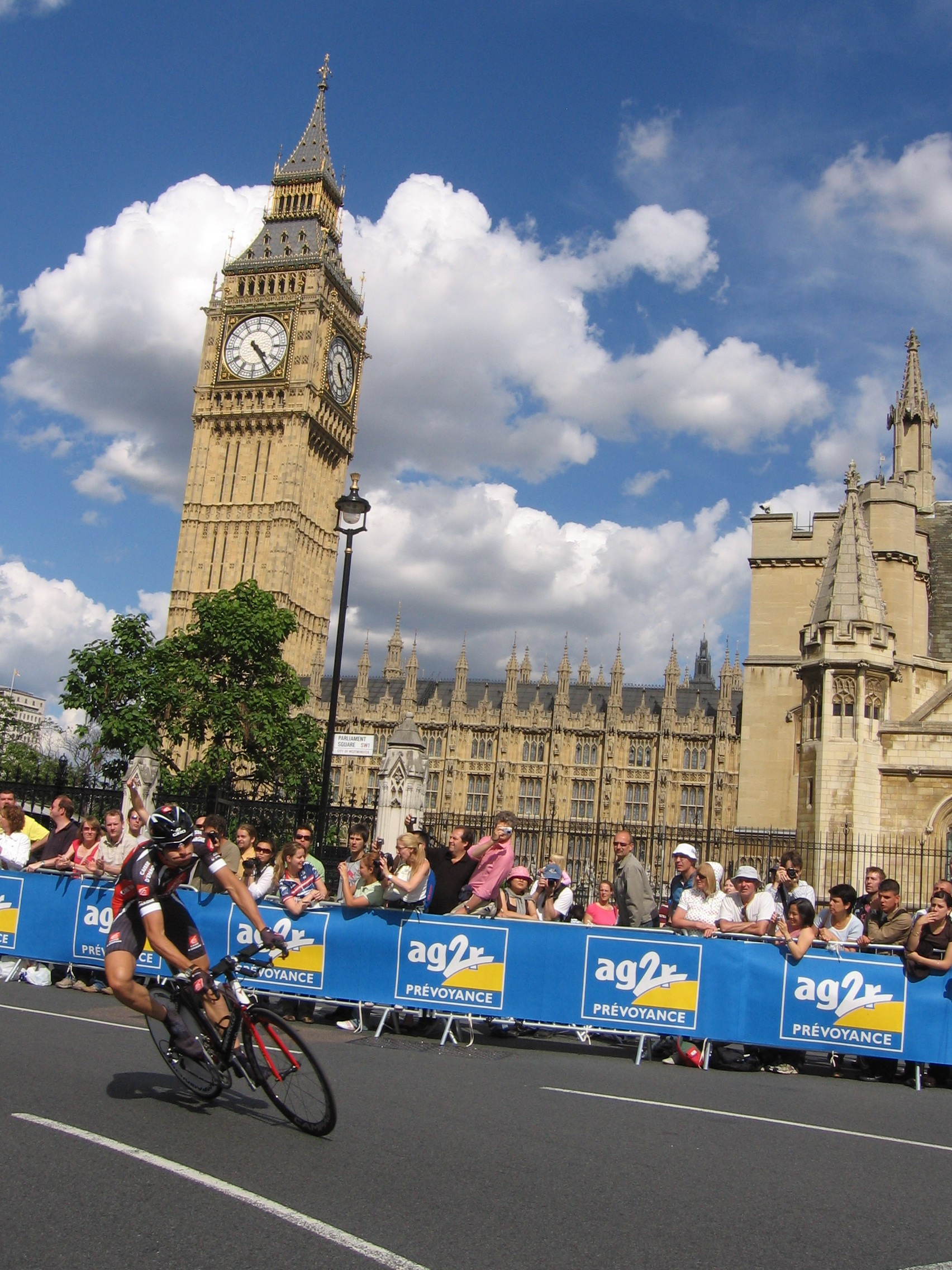
Prologen med Big Ben i bakgrunden.

Tour de France startade den 7 juli 2007 med en prolog runt Londons gator.
| Plats | Person               | Land           | Lag                                | Tid   |
| 1     | Fabian Cancellara    | Schweiz        | Team CSC                           | 8'50" |
| 2     | Andreas Klöden       | Tyskland       | Astana Team                        | 13"   |
| 3     | George Hincapie      | USA            | Discovery Channel Pro Cycling Team | 23"   |
| 4     | Bradley Wiggins      | Storbritannien | Cofidis                            | 23"   |
| 5     | Vladimir Gusev       | Ryssland       | Discovery Channel Pro Cycling Team | 25"   |
| 6     | Vladimir Karpets     | Ryssland       | Caisse d'Epargne                   | 26"   |
| 7     | Alexandre Vinokourov | Kazakstan      | Astana Team                        | 30"   |
| 8     | Thomas Dekker        | Nederländerna  | Rabobank                           | 31"   |
| 9     | Manuel Quinziato     | Italien        | Team Liquigas                      | 32"   |
| 10    | Benoît Vaugrenard    | Frankrike      | Française des Jeux                 | 32"   |

### Etapp 1: London-Canterbury, 203 km
| Plats | Person                 | Land       | Lag                                | Tid       |
| 1     | Robbie McEwen          | Australien | Predictor-Lotto                    | 4h 39'01" |
| 2     | Thor Hushovd           | Norge      | Crédit Agricole                    | 0"        |
| 3     | Tom Boonen             | Belgien    | Quick Step-Innergetic              | 0"        |
| 4     | Sébastien Chavanel     | Frankrike  | Française des Jeux                 | 0"        |
| 5     | Romain Feillu          | Frankrike  | Agritubel                          | 0"        |
| 6     | Robert Förster         | Tyskland   | Gerolsteiner                       | 0"        |
| 7     | Oscar Freire           | Spanien    | Rabobank                           | 0"        |
| 8     | Marcus Burghardt       | Tyskland   | T-Mobile Team                      | 0"        |
| 9     | Francisco José Ventoso | Spanien    | Saunier Duval-Prodir               | 0"        |
| 10    | Tomas Vaitkus          | Litauen    | Discovery Channel Pro Cycling Team | 0"        |

### Etapp 2: Dunkerque-Gent, 168,5 km

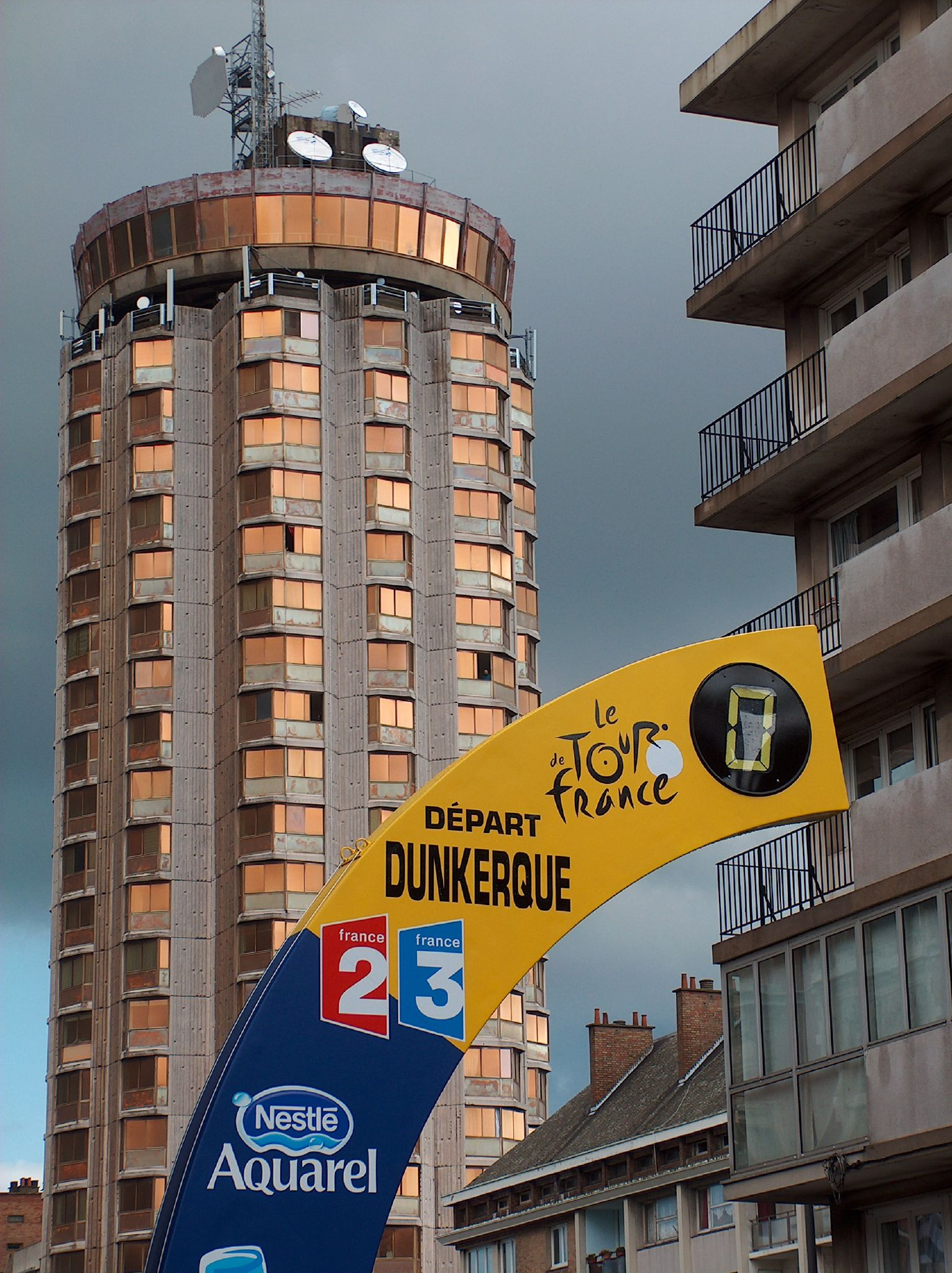
Dunkerque, start på andra etappen.

| Plats | Person             | Land       | Lag                   | Tid       |
| 1     | Gert Steegmans     | Belgien    | Quick Step-Innergetic | 3h 48'22" |
| 2     | Tom Boonen         | Belgien    | Quick Step-Innergetic | 0"        |
| 3     | Filippo Pozzato    | Italien    | Team Liquigas         | 0"        |
| 4     | Robert Hunter      | Sydafrika  | Barloworld            | 0"        |
| 5     | Romain Feillu      | Frankrike  | Agritubel             | 0"        |
| 6     | Robbie McEwen      | Australien | Predictor-Lotto       | 0"        |
| 7     | Erik Zabel         | Tyskland   | Team Milram           | 0"        |
| 8     | Heinrich Haussler  | Tyskland   | Gerolsteiner          | 0"        |
| 9     | Oscar Freire       | Spanien    | Rabobank              | 0"        |
| 10    | Sébastien Chavanel | Frankrike  | Française des Jeux    | 0"        |

### Etapp 3: Wagegem - Compiègne, 236 km
En överraskande attack med mindre än 1 km kvar av Fabian Cancellara i den gula ledartröjan avgör etappen och han snuvar spurtspecialisterna på segern.
| Plats | Person            | Land           | Lag                   | Tid       |
| 1     | Fabian Cancellara | Schweiz        | Team CSC              | 6h 36'15" |
| 2     | Erik Zabel        | Tyskland       | Team Milram           | 0"        |
| 3     | Danilo Napolitano | Italien        | Lampre-Fondital       | 0"        |
| 4     | Tom Boonen        | Belgien        | Quick Step-Innergetic | 0"        |
| 5     | Robert Hunter     | Sydafrika      | Barloworld            | 0"        |
| 6     | Robert Förster    | Tyskland       | Gerolsteiner          | 0"        |
| 7     | Robbie McEwen     | Australien     | Predictor-Lotto       | 0"        |
| 8     | Bernhard Eisel    | Österrike      | T-Mobile Team         | 0"        |
| 9     | Mark Cavendish    | Storbritannien | T-Mobile Team         | 0"        |
| 10    | Heinrich Haussler | Tyskland       | Gerolsteiner          | 0"        |

### Etapp 4: Villers-Cotterêts - Joigny, 193 km
| Plats | Person             | Land           | Lag                   | Tid       |
| 1     | Thor Hushovd       | Norge          | Crédit Agricole       | 4h 37'47" |
| 2     | Robert Hunter      | Sydafrika      | Barloworld            | 0"        |
| 3     | Erik Zabel         | Tyskland       | Team Milram           | 0"        |
| 4     | Danilo Napolitano  | Italien        | Lampre-Fondital       | 0"        |
| 5     | Gert Steegmans     | Belgien        | Quick Step-Innergetic | 0"        |
| 6     | Robert Förster     | Tyskland       | Gerolsteiner          | 0"        |
| 7     | Robbie McEwen      | Australien     | Predictor-Lotto       | 0"        |
| 8     | Tom Boonen         | Belgien        | Quick Step-Innergetic | 0"        |
| 9     | Sébastien Chavanel | Frankrike      | Française des Jeux    | 0"        |
| 10    | Mark Cavendish     | Storbritannien | T-Mobile Team         | 0"        |

### Etapp 5: Chablis - Autun, 182,5 km
En krasch mot slutet innebär att förhandsfavoriten Aleksandr Vinokurov kommer efter och tappar dryga minuten på sina värsta konkurrenter.
| Plats | Person            | Land          | Lag                                | Tid       |
| 1     | Filippo Pozzato   | Italien       | Team Liquigas                      | 4h 39'01" |
| 2     | Oscar Freire      | Spanien       | Rabobank                           | 0"        |
| 3     | Daniele Bennati   | Italien       | Lampre-Fondital                    | 0"        |
| 4     | Kim Kirchen       | Luxemburg     | T-Mobile Team                      | 0"        |
| 5     | Erik Zabel        | Tyskland      | Team Milram                        | 0"        |
| 6     | George Hincapie   | USA           | Discovery Channel Pro Cycling Team | 0"        |
| 7     | Cristian Moreni   | Italien       | Cofidis                            | 0"        |
| 8     | Stefan Schumacher | Tyskland      | Gerolsteiner                       | 0"        |
| 9     | Bram Tankink      | Nederländerna | Quick Step-Innergetic              | 0"        |
| 10    | Jérôme Pineau     | Frankrike     | Bouygues Télécom                   | 0"        |

### Etapp 6: Semur-en-Auxois - Bourg-en-Bresse, 200 km
| Plats | Person             | Land      | Lag                   | Tid       |
| 1     | Tom Boonen         | Belgien   | Quick Step-Innergetic | 5h 20'59" |
| 2     | Oscar Freire       | Spanien   | Rabobank              | 0"        |
| 3     | Erik Zabel         | Tyskland  | Team Milram           | 0"        |
| 4     | Sebastien Chavanel | Frankrike | Française des Jeux    | 0"        |
| 5     | Thor Hushovd       | Norge     | Crédit Agricole       | 0"        |
| 6     | Daniele Bennati    | Italien   | Lampre-Fondital       | 0"        |
| 7     | Robert Förster     | Tyskland  | Gerolsteiner          | 0"        |
| 8     | Robert Hunter      | Sydafrika | Barloworld            | 0"        |
| 9     | Romain Feillu      | Frankrike | Agritubel             | 0"        |
| 10    | Murilo Fischer     | Brasilien | Team Liquigas         | 0"        |

### Etapp 7: Bourg-en-Bresse - Le-Grand-Bornand, 197,5 km

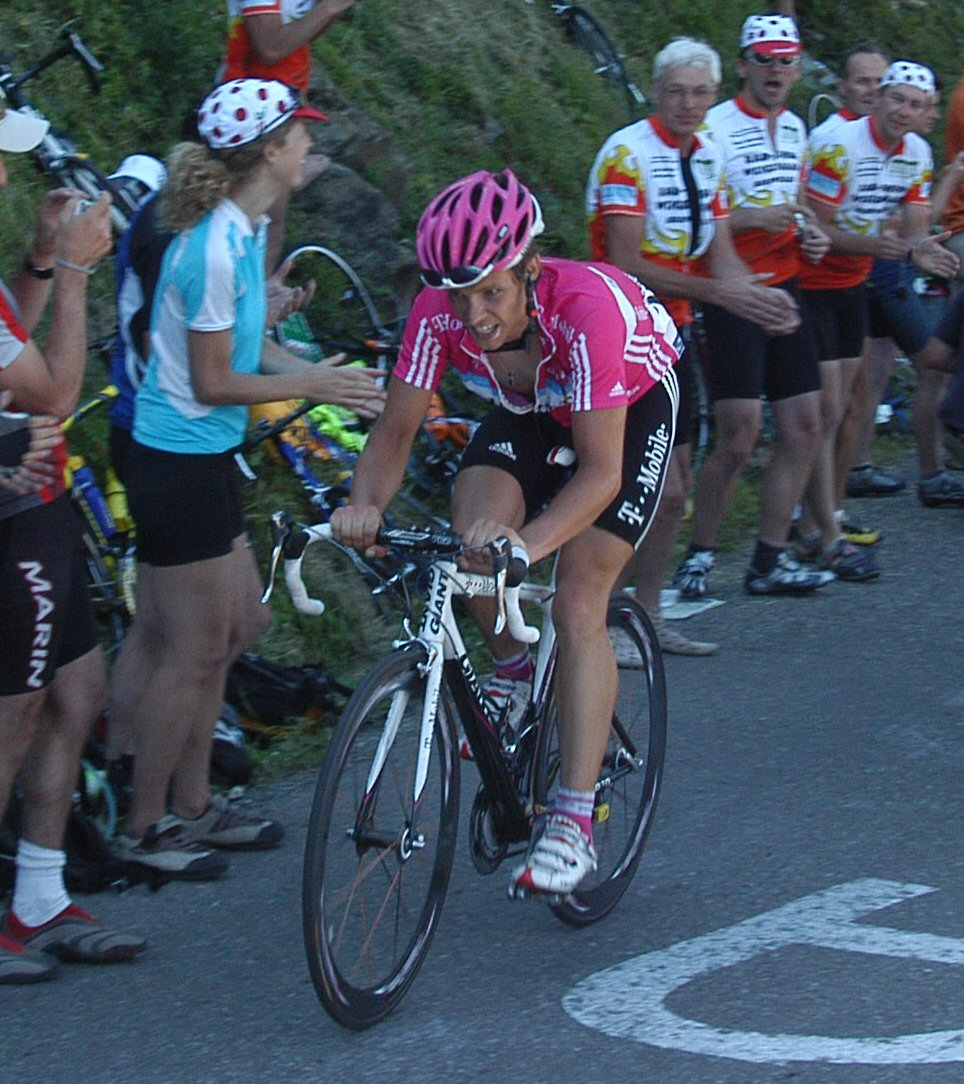
Linus Gerdemann på sjunde etappen.

| Plats | Person             | Land      | Lag                   | Tid       |
| 1     | Linus Gerdemann    | Tyskland  | T-Mobile Team         | 4h 53'13" |
| 2     | Iñigo Landaluze    | Spanien   | Euskaltel-Euskadi     | 40"       |
| 3     | David de la Fuente | Spanien   | Saunier Duval-Prodir  | 1'39"     |
| 4     | Mauricio Soler     | Colombia  | Barloworld            | 2'14"     |
| 5     | Laurent Lefèvre    | Frankrike | Bouygues Télécom      | 2'21"     |
| 6     | Fabian Wegmann     | Tyskland  | Gerolsteiner          | 3'32"     |
| 7     | Juan Manuel Garate | Spanien   | Quick Step-Innergetic | 3'38"     |
| 8     | Xavier Florencio   | Spanien   | Bouygues Télécom      | 3'38"     |
| 9     | Christophe Moreau  | Frankrike | Ag2r Prévoyance       | 3'38"     |
| 10    | Alejandro Valverde | Spanien   | Caisse d'Epargne      | 3'38"     |

### Etapp 8: Le Grand-Bornand – Tignes, 165 km
| Plats | Person             | Land       | Lag                                | Tid       |
| 1     | Michael Rasmussen  | Danmark    | Rabobank                           | 4h 49'40" |
| 2     | Iban Mayo          | Spanien    | Saunier Duval-Prodir               | 2'47"     |
| 3     | Alejandro Valverde | Spanien    | Caisse d'Epargne                   | 3'12"     |
| 4     | Christophe Moreau  | Frankrike  | Ag2r Prévoyance                    | 3'13"     |
| 5     | Fränk Schleck      | Luxemburg  | Team CSC                           | 3'13"     |
| 6     | Cadel Evans        | Australien | Predictor-Lotto                    | 3'13"     |
| 7     | Andrej Kasjetjkin  | Kazakstan  | Astana Team                        | 3'13"     |
| 8     | Alberto Contador   | Spanien    | Discovery Channel Pro Cycling Team | 3'31"     |
| 9     | Denis Mensjov      | Ryssland   | Rabobank                           | 3'35"     |
| 10    | Carlos Sastre      | Spanien    | Team CSC                           | 3'35"     |

### Etapp 9: Val-d’Isère – Briançon, 159,5 km

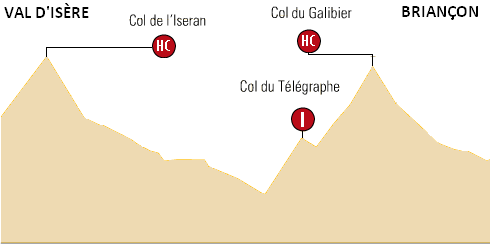
Banprofilen på nionde etappen.

| Plats | Person             | Land       | Lag                                | Tid       |
| 1     | Mauricio Soler     | Colombia   | Barloworld                         | 4h 14'24" |
| 2     | Alejandro Valverde | Spanien    | Caisse d'Epargne                   | 38"       |
| 3     | Cadel Evans        | Australien | Predictor-Lotto                    | 38"       |
| 4     | Alberto Contador   | Spanien    | Discovery Channel Pro Cycling Team | 40"       |
| 5     | Iban Mayo          | Spanien    | Saunier Duval-Prodir               | 42"       |
| 6     | Michael Rasmussen  | Danmark    | Rabobank                           | 42"       |
| 7     | Levi Leipheimer    | USA        | Discovery Channel Pro Cycling Team | 42"       |
| 8     | Kim Kirchen        | Luxemburg  | T-Mobile Team                      | 46"       |
| 9     | Andreas Klöden     | Tyskland   | Astana Team                        | 46"       |
| 10    | Carlos Sastre      | Spanien    | Team CSC                           | 46"       |

### Etapp 10: Tallard - Marseille, 229.5 km
| Plats | Person               | Land      | Lag                   | Tid        |
| 1     | Cédric Vasseur       | Frankrike | Quick Step-Innergetic | 5h 20' 24" |
| 2     | Sandy Casar          | Frankrike | Française des Jeux    | 0"         |
| 3     | Michael Albasini     | Schweiz   | Team Liquigas         | 0"         |
| 4     | Patrice Halgand      | Frankrike | Crédit Agricole       | 0"         |
| 5     | Jens Voigt           | Tyskland  | Team CSC              | 0"         |
| 6     | Staf Scheirlinckx    | Belgien   | Cofidis               | 36"        |
| 7     | Paolo Bossoni        | Italien   | Lampre-Fondital       | 36"        |
| 8     | Marcus Burghardt     | Tyskland  | T-Mobile Team         | 1' 01"     |
| 9     | Aljaksandr Kutjynski | Belarus   | Team Liquigas         | 2' 34"     |
| 10    | Juan Antonio Flecha  | Spanien   | Rabobank              | 2' 34"     |

### Etapp 11: Marseille - Montpellier, 182.5 km
| Plats | Person            | Land      | Lag                | Tid        |
| 1     | Robert Hunter     | Sydafrika | Barloworld         | 5h 20' 24" |
| 2     | Fabian Cancellara | Schweiz   | Team CSC           | 0"         |
| 3     | Murilo Fischer    | Italien   | Team Liquigas      | 0"         |
| 4     | Filippo Pozzato   | Italien   | Team Liquigas      | 0"         |
| 5     | Alessandro Ballan | Italien   | Lampre-Fondital    | 0"         |
| 6     | Paolo Bossoni     | Italien   | Lampre-Fondital    | 0"         |
| 7     | Claudio Corioni   | Italien   | Lampre-Fondital    | 0"         |
| 8     | Philippe Gilbert  | Belgien   | Française des Jeux | 0"         |
| 9     | William Bonnet    | Frankrike | Crédit Agricole    | 0"         |
| 10    | Kim Kirchen       | Luxemburg | T-Mobile Team      | 0"         |

### Etapp 12: Montpellier - Castres, 179 km
| Plats | Person             | Land      | Lag                   | Tid       |
| 1     | Tom Boonen         | Belgien   | Quick Step-Innergetic | 4h 25'32" |
| 2     | Erik Zabel         | Tyskland  | Team Milram           | 0"        |
| 3     | Robert Hunter      | Sydafrika | Barloworld            | 0"        |
| 4     | Daniele Bennati    | Italien   | Lampre-Fondital       | 0"        |
| 5     | Thor Hushovd       | Norge     | Crédit Agricole       | 0"        |
| 6     | Bernhard Eisel     | Österrike | T-Mobile Team         | 0"        |
| 7     | Sébastien Chavanel | Frankrike | Française des Jeux    | 0"        |
| 8     | Nicolas Jalabert   | Frankrike | Agritubel             | 0"        |
| 9     | Robert Förster     | Tyskland  | Gerolsteiner          | 0"        |
| 10    | Andrej Kasjetjkin  | Kazakstan | Astana Team           | 0"        |

### Etapp 13: Albi - Albi ITT, 54 km
| Plats | Person               | Land           | Lag                                | Tid       |
| 1     | Alexander Vinokourov | Kazakstan      | Astana Team                        | 1h 06'34" |
| 2     | Cadel Evans          | Australien     | Predictor-Lotto                    | 1'14"     |
| 3     | Andreas Klöden       | Tyskland       | Astana Team                        | 1'39"     |
| 4     | Andrej Kasjetjkin    | Kazakstan      | Astana Team                        | 1'44"     |
| 5     | Bradley Wiggins      | Storbritannien | Cofidis                            | 2'14"     |
| 6     | Jaroslav Popovytj    | Ukraina        | Discovery Channel Pro Cycling Team | 2'16"     |
| 7     | Alberto Contador     | Spanien        | Discovery Channel Pro Cycling Team | 2'18"     |
| 8     | Sylvain Chavanel     | Frankrike      | Cofidis                            | 2'38"     |
| 9     | Levi Leipheimer      | USA            | Discovery Channel Pro Cycling Team | 2'39"     |
| 10    | Mikel Astarloza      | Spanien        | Euskaltel-Euskadi                  | 2'42"     |

### Etapp 14: Mazamet - Plateau de Beille, 197 km
| Plats | Person            | Land       | Lag                                | Tid       |
| 1     | Alberto Contador  | Spanien    | Discovery Channel Pro Cycling Team | 5h 25'48" |
| 2     | Michael Rasmussen | Danmark    | Rabobank                           | 0"        |
| 3     | Mauricio Soler    | Colombia   | Barloworld                         | 37"       |
| 4     | Levi Leipheimer   | USA        | Discovery Channel Pro Cycling Team | 40"       |
| 5     | Carlos Sastre     | Spanien    | Team CSC                           | 53"       |
| 6     | Andreas Klöden    | Tyskland   | Astana Team                        | 1'52"     |
| 7     | Cadel Evans       | Australien | Predictor-Lotto                    | 1'52"     |
| 8     | Antonio Colom     | Spanien    | Astana Team                        | 2'23"     |
| 9     | Andrej Kasjetjkin | Kazakstan  | Astana Team                        | 2'23"     |
| 10    | Jaroslav Popovytj | Ukraina    | Discovery Channel Pro Cycling Team | 3'06"     |

### Etapp 15: Foix - Loudenvielle, 196 km
| Plats | Person               | Land      | Lag                                | Tid       |
| 1     | Alexander Vinokourov | Kazakstan | Astana Team                        | 5h 34'28" |
| 2     | Kim Kirchen          | Luxemburg | T-Mobile Team                      | 51"       |
| 3     | Haimar Zubeldia      | Spanien   | Euskaltel-Euskadi                  | 51"       |
| 4     | Juan José Cobo       | Spanien   | Saunier Duval-Prodir               | 58"       |
| 5     | Juan Manuel Gárate   | Spanien   | Quick Step-Innergetic              | 2'14"     |
| 6     | David Arroyo         | Spanien   | Caisse d'Epargne                   | 3'23"     |
| 7     | Bernhard Kohl        | Österrike | Gerolsteiner                       | 4'25"     |
| 8     | Christian Vandevelde | USA       | Team CSC                           | 4'25"     |
| 9     | Ludovic Turpin       | Frankrike | Ag2r Prévoyance                    | 5'16"     |
| 10    | Alberto Contador     | Spanien   | Discovery Channel Pro Cycling Team | 5'31"     |

### Etapp 16: Orthez - Gourette - Col d’Aubisque, 218.5 km
| Plats | Person             | Land       | Lag                                | Tid       |
| 1     | Michael Rasmussen  | Danmark    | Rabobank                           | 6h 23'21" |
| 2     | Levi Leipheimer    | USA        | Discovery Channel Pro Cycling Team | 26"       |
| 3     | Alberto Contador   | Spanien    | Discovery Channel Pro Cycling Team | 35"       |
| 4     | Cadel Evans        | Australien | Predictor-Lotto                    | 43"       |
| 5     | Mauricio Soler     | Colombia   | Barloworld                         | 1'25"     |
| 6     | Haimar Zubeldia    | Spanien    | Euskaltel-Euskadi                  | 1'52"     |
| 7     | Juan José Cobo     | Spanien    | Saunier Duval-Prodir               | 1'54"     |
| 8     | Carlos Sastre      | Spanien    | Team CSC                           | 2'12"     |
| 9     | Oscar Pereiro      | Spanien    | Caisse d'Epargne                   | 2'27"     |
| 10    | Alejandro Valverde | Spanien    | Caisse d'Epargne                   | 2'27"     |

### Etapp 17: Pau - Castelsarrasin, 188.5 km
| Plats | Person             | Land           | Lag                   | Tid       |
| 1     | Daniele Bennati    | Italien        | Lampre-Fondital       | 4h 14'04" |
| 2     | Markus Fothen      | Tyskland       | Gerolsteiner          | 0"        |
| 3     | Martin Elmiger     | Schweiz        | Ag2r Prévoyance       | 0"        |
| 4     | Jens Voigt         | Tyskland       | Team CSC              | 0"        |
| 5     | David Millar       | Storbritannien | Saunier Duval-Prodir  | 2'41"     |
| 6     | Matteo Tosatto     | Italien        | Quick Step-Innergetic | 2'43"     |
| 7     | Manuel Quinziato   | Italien        | Team Liquigas         | 3'20"     |
| 8     | Daniele Righi      | Italien        | Lampre-Fondital       | 3'20"     |
| 9     | Tom Boonen         | Belgien        | Quick Step-Innergetic | 9'37"     |
| 10    | Sébastien Chavanel | Frankrike      | Française des Jeux    | 9'37"     |

### Etapp 18: Cahors - Angoulême, 211 km
| Plats | Person             | Land          | Lag                   | Tid       |
| 1     | Sandy Casar        | Frankrike     | Française des Jeux    | 5h 13'31" |
| 2     | Axel Merckx        | Belgien       | T-Mobile Team         | 1"        |
| 3     | Laurent Lefèvre    | Frankrike     | Bouygues Télécom      | 1"        |
| 4     | Michael Boogerd    | Nederländerna | Rabobank              | 1"        |
| 5     | Tom Boonen         | Belgien       | Quick Step-Innergetic | 8'34"     |
| 6     | Robert Hunter      | Sydafrika     | Barloworld            | 8'34"     |
| 7     | Erik Zabel         | Tyskland      | Team Milram           | 8'34"     |
| 8     | Sébastien Chavanel | Frankrike     | Française des Jeux    | 8'34"     |
| 9     | Bernhard Eisel     | Österrike     | T-Mobile Team         | 8'34"     |
| 10    | Thor Hushovd       | Norge         | Crédit Agricole       | 8'34"     |

### Etapp 19: Cognac - Angoulême, 55 km
| Plats | Person              | Land       | Lag                                | Tid       |
| 1     | Levi Leipheimer     | USA        | Discovery Channel Pro Cycling Team | 1h 02'44" |
| 2     | Cadel Evans         | Australien | Predictor-Lotto                    | 51"       |
| 3     | Vladimir Karpets    | Ryssland   | Caisse d'Epargne                   | 1'52"     |
| 4     | Jaroslav Popovytj   | Ukraina    | Discovery Channel Pro Cycling Team | 2'01"     |
| 5     | Alberto Contador    | Spanien    | Discovery Channel Pro Cycling Team | 2'18"     |
| 6     | José Ivan Gutierrez | Spanien    | Caisse d'Epargne                   | 2'27"     |
| 7     | George Hincapie     | USA        | Discovery Channel Pro Cycling Team | 2'33"     |
| 8     | Oscar Pereiro       | Spanien    | Caisse d'Epargne                   | 2'36"     |
| 9     | Leif Hoste          | Belgien    | Predictor-Lotto                    | 2'48"     |
| 10    | Mikel Astarloza     | Spanien    | Euskaltel-Euskadi                  | 2'50"     |

### Etapp 20: Marcoussis - Paris Champs-Élysées, 146 km
| Plats | Person             | Land           | Lag                   | Tid       |
| 1     | Daniele Bennati    | Italien        | Lampre-Fondital       | 3h 51'03" |
| 2     | Thor Hushovd       | Norge          | Crédit Agricole       | 0"        |
| 3     | Erik Zabel         | Tyskland       | Team Milram           | 0"        |
| 4     | Robert Hunter      | Sydafrika      | Barloworld            | 0"        |
| 5     | Tom Boonen         | Belgien        | Quick Step-Innergetic | 0"        |
| 6     | Sébastien Chavanel | Frankrike      | Française des Jeux    | 0"        |
| 7     | Fabian Cancellara  | Schweiz        | Team CSC              | 0"        |
| 8     | David Millar       | Storbritannien | Saunier Duval-Prodir  | 0"        |
| 9     | Robert Förster     | Tyskland       | Gerolsteiner          | 0"        |
| 10    | Manuel Quinziato   | Italien        | Team Liquigas         | 0"        |

## Deltagare

### Övriga källor
1. ↑  Tourledaren varnad fyra gånger Arkiverad 30 september 2007 hämtat från the Wayback Machine.
2. ↑  Vinokourov positive for transfusion, Astana quits Tour, Cycling News Flash for July 25, 2007, cyclingnews.com
3. ↑  Moreni positive for testosterone, Cycling News Flash for July 25, 2007, cyclingnews.com
4. ↑  Rasmussen pulled out of Tour, Cycling News Flash for July 26, 2007, cyclingnews.com
5. ↑  Rabobank explains Rasmussen sacking, Tour de France News for July 26, 2007, cyclingnews.com
6. ↑  Spanish rider Iban Mayo tested positive for banned EPO during the Tour de France[död länk] AP (Yahoo) July 30, 2007, Yahoo.com
7. ↑  Vino stripped of Tour stage wins, Kirchen and Evans named winners 2008-04-29, cyclingnews.com